# UC Sampdoria
Unione Calcio Sampdoria, zkráceně jen Sampdoria je italský fotbalový klub hrající v sezóně 2024/25 v 2. italské fotbalové lize sídlící ve městě Janov v regionu Ligurie.
Klub se sloučil s dvou klubů Sampierdarenese (Samp) a Andrea Doria (doria) 12. srpna 1946. A hned od založení hrál nejvyšší ligu. Během své existence ji hráli 63 sezon. Jednou ji vyhrál a také se podařilo vyhrát čtyři trofeje domácího poháru a jednu trofej italského superpoháru. V mezinárodním měřítku se může pochlubit vítězstvím v poháru PVP (1989/90) či hraní finále v poháru PMEZ (1991/92), poháru PVP (1988/89) a Superpoháru UEFA (1990).
Nejvyšší soutěž hrál ve 65 sezonách (nepřetržitě od sezony 2012/13). Serii A hrál nejdéle 20 sezon (1946/47) až 1965/66).
Ve druhé lize klub odehrál 12 sezon a vyhrál ji 1x.

## Změny názvu klubu
- - 1946/47 – UC Sampdoria (Unione Calcio Sampdoria)

## Získané trofeje

### Vyhrané domácí soutěže
- 1. italská liga ( 1x )

1990/91
- 2. italská liga (1x)

1966/67
- Italský pohár ( 4x )

1984/85, 1987/88, 1988/89, 1993/94
- Italský superpohár ( 1x )

1991

### Vyhrané mezinárodní soutěže
- Pohár PVP ( 1×)

1989/90

#### Medailové umístění
| Medaile umístění   | Sezona                             |
| ------------------ | ---------------------------------- |
| Serie A            | 1990/91                            |
| Serie A            | 1993/94                            |
| Italský pohár      | 1984/85, 1987/88, 1988/89, 1993/94 |
| Italský pohár      | 1985/86, 1990/91, 2008/09          |
| Italský superpohár | 1991                               |
| Italský superpohár | 1988, 1989, 1994                   |
| Liga mistrů        | 1991/92                            |
| Pohár PVP          | 1989/90                            |
| Pohár PVP          | 1988/89                            |
| Superpohár UEFA    | 1990                               |

## Soupiska
Aktuální k 1. 9. 2022
| Číslo |           | Pozice | Hráč              |
| ----- | --------- | ------ | ----------------- |
| 1     | Itálie    | B      | Emil Audero       |
| 2     | Argentina |        | Bruno Amione      |
| 3     | Itálie    | O      | Tommaso Augello   |
| 4     | Španělsko | Z      | Gonzalo Villar    |
| 5     | Itálie    | Z      | Valerio Verre     |
| 7     | Srbsko    | Z      | Filip Đuričić     |
| 8     | Venezuela | Z      | Tomás Rincón      |
| 9     | Itálie    | Ú      | Manuel De Luca    |
| 10    | Itálie    | Ú      | Francesco Caputo  |
| 11    | Německo   | Z      | Abdelhamid Sabiri |
| 13    | Itálie    | O      | Andrea Conti      |
| 14    | Anglie    | Z      | Ronaldo Vieira    |
| 15    | Gambie    | O      | Omar Colley       |
| 18    | Argentina | Ú      | Ignacio Pussetto  |
| 19    | Venezuela | Z      | Telasco Segovia   |

| Číslo |           | Pozice | Hráč                         |
| ----- | --------- | ------ | ---------------------------- |
| 20    | Anglie    | Z      | Harry Winks                  |
| 21    | Kolumbie  | O      | Jeison Murillo               |
| 22    | Itálie    | B      | Nikita Contini               |
| 23    | Itálie    | Ú      | Manolo Gabbiadini            |
| 24    | Polsko    | O      | Bartosz Bereszyński          |
| 25    | Itálie    | O      | Alex Ferrari                 |
| 27    | Itálie    | Ú      | Fabio Quagliarella (kapitán) |
| 28    | Španělsko | Z      | Gerard Yepes                 |
| 29    | Itálie    | O      | Nicola Murru                 |
| 30    | Itálie    | B      | Nicola Ravaglia              |
| 31    | Itálie    | Z      | Lorenzo Malagrida            |
| 32    | Itálie    | B      | Elia Tantalocchi             |
| 37    | Francie   | Z      | Mehdi Léris                  |
| 70    | Itálie    | Z      | Simone Trimboli              |

## Historie klubu

### Sampierdarenese vs. Andrea Doria
Sportovní klub Ginnastica Sampierdarenese byl založen v roce 1891, jeho fotbalový oddíl se objevil roku 1899. V těchto letech se objevil i druhý klub Andrea Doria, ten byl založen v roce 1895 a věnoval se hlavně fotbalu.
Andrea Doria se prvního italského mistrovství, které bylo organizované italskou fotbalovou federací, neúčastnila, ale zapojila se již v roce 1903. Na první výhru si však musela počkat do roku 1907, kdy vyřadila konkurenční Janov CFC po remíze a vítězství 3:1. Ve finálové skupině však se skóre 0:10 a s bodem na kontě poslední. V sezóně 1910/11 se do italského mistrovství zapojilo již 13 týmů a vítězové dvou skupin (Piedmont-Lombardy-Liguria s 9 mužstvy a Veneto-Emilia Romagna se 4 mužstvy) se střetli o vítězství. Andrea Doria skončila na 4. místě ve skupině Piedmont-Lombardy-Liguria. Klub patřil v dalších letech do průměru.
Po 1. světové válce se do italské mistrovství konečně zapojilo i Sampierdarenese. V první sezóně skončilo na 4. místě ve skupině s Dorií, ta sice postoupila z druhého, ale z semifinálové skupiny se již nedostala. Podobně do dopadlo i další rok. V sezóně 1921/22 se italské fotbalové soutěže rozdělily do dvou organizací - Prima Divisione a Prima Categoria a oba kluby si zvolily jinou soutěž. Andrea Doria v Prima Divisione skončila na 5. místě, ale Sampierdarenese se dostalo v Prima Categoria až do finále, kde podlehlo až po dvou remízách 0:0 a opakovaném zápase po prodloužení v Cremoně 1:2 Novese. Další sezónu byl již systém znovu sjednocen a hrála se jediná soutěž. Oba kluby hrály každý jinou skupiny a ani jeden z ní nepostoupil. Ve stejné skupině v rámci severní ligy byly kluby v sezóně 1925/26. Ve jednom vzájemném zápase Andrea Doria vyhrála doma 2:1, v druhém Sampierdarenese zase 2:0. V celkovém zúčtování skončily kluby těsně za sebou na 8. a 10. místě, a tak ani jeden nepostoupil ani nesestoupil. Na konci sezóny 1926/27 byly kluby sloučeny fašistickými autoritami pod názvem La Dominante. Hráči nosili černé a zelené pruhované dresy. V sezóně 1928/29 skončil La Dominante Genoa desátý ve skupině, a byl tak zařazen do nově vzniknuvší druhé nejvyšší soutěže Serie B. Po třetím místě z první sezóny klub již znovu pod novým názvem Liguria zažil katastrofální sezónu a sestoupil z posledního místa.
Z tohoto důvodu se klub rozdělil na dva kluby pod původními názvy. Sampierdarenese si zajistil účast v Serii B pro sezónu 1932/33. Andrea Doria bojoval v Serii C. Následující rok Sampierdarenese vyhrálo jednu ze dvou skupin Serie B a po 2. místě ve finálové skupině postoupilo do Serie A. Bojující o záchranu Sampierdarenese se spojilo s kluby Corniglianese a Rivarolese, pod názvem Associazione Liguria Calcio se klub dostal na 5. místo v Serii A a připsal si na konto dva skalpy rivala Genova 1893. Poté putovala Liguria po předposledním místě do Serie B. Liguria okamžitě postoupila a v roce 1942 se vyhoupla na 9. místo v Serii A.

### UC Sampdoria
Po druhé světové válce se Andrea Doria a Sampierdarenese znovu pod původním názvem setkaly v Serii A. Ovšem v opačné situaci, protože Andrea Doria byla tentokrát ten lepší z dvojice. Nicméně po sezóně přesně 12. srpna 1946 se sloučily a vznikl tak nový klub nazvaný spojením obou názvu - Sampdoria. Úplným názvem zvaný Unione Calcio Sampdoria. Prezidentem byl jmenován Piero Sanguineti, ten byl ale brzy nahrazen podnikatelem Amedeo Rissottem, ten jmenoval trenérem Giuseppe Galluzziho. Ve stejném měsíci jako proběhlo spojení klubů došlo k dohodě o přesunu na Stadio Luigi Ferraris, na kterém hrál konkurenční Janov CFC. Jeho služeb tak využívaly oba kluby. Dresy byly podle prvního klubu Andrea Doria modré a podle Sampierdarenese byly na dresech vyobrazeny červeno-bílo-černé pruhy na hrudi.
UC Sampdoria se stala stabilním účastníkem Serie A. Ovšem větší úspěch se léta nemohl dostavit. Třikrát skončila pátá, jednou dokonce čtvrtá. V roce 1963 klub hrál Pohár veletržních měst, kde ostudně podlehl po výhře 1:0 Ferencvárosi 0:6. V roce 1966 spadla do Serie B. Okamžitým postupem na to ale klub dal zapomenout. Klub v Serii A bojoval jen těsně nad hranicí sestupu, v roce 1977 sestoupil opět.

### Příchod Mantovaniho, Sampdoria - jeden z nejlepších v Evropě
Po dvou sezónách v Serii B klub koupil ropný magnát Paolo Mantovani, který do klubu investoval, aby se dostal na vrchol. Za tři roky se Sampdoria vrátila a započalo tak nejúspěšnější období v historii klubu. Po sedmém a šestém místě Sampdoria získala vítězství Coppy Italia a uhájila 4. místo v lize. Kvalifikovala se tak do Poháru vítězů pohárů. V prvním kole narazila na řeckou Larissu a díky dvou gólům Roberta Manciniho se radovala z postupu. V druhém kole ale nestačila na portugalskou Benfiku. Další sezónu ukončil klub na 11. místě. Trenérem byl jmenován Vujadin Boskov a v sezóně 1986/87 klub skončil na 6. místě a kvalifikoval se tak do kvalifikace o Pohár UEFA, kde podlehl AC Milán 0:1. O rok později skončili opět na 4. místě a po finálovém vítězství slavili vítězství v Coppě Italia.
Další sezóna, další zisk trofeje pro vítěze Coppy Italia a opětovná kvalifikace do PVP. V rámci PVP se dokázali dostat až do finále, kde podlehli Barceloně 2:0. Sampdoria postupně postupovala přes švédský Norrköping, německou Jenu, Dinamo Bukurešť a KV Mechelen. Gianluca Vialli zaznamenal 5 branek. V Coppě Italia so ve finále poradil s Neapolí (1:0 a 4:0). V lize uhájili výborné páté místo.
Sezóna 1989/90 byla opět ve znamení úspěchů. Konečné 5. ligové umístění a finálová účast v Coppě Italia, kde Sampdoria nestačila na Juventus. I to ovšem stačilo na kvalifikace do Poháru vítězů pohárů. Největší úspěch sezóny se dostavil ale na mezinárodní scéně, kde zdvihli po finálovém vítězství nad Anderlechtem 2:0 v prodloužení nad hlavy trofej pro vítěze Poháru vítězů pohárů. Dvěma góly rozhodl utkání Gianluca Vialli, který celkem zaznamenal fantastických 7 branek. Postupně vyřadili norský Brann, Borussii Dortmund, Grasshopper Curych a v semifinále Monako.
Největší úspěch italského klubu v jeho historii ovšem dosáhl až následujícího roku. To si famózními výkony zajistil titul ligového mistra o 5 bodů před milánskými AC a Interem. Gianluca Vialli se stal s 19 góly králem ligových střelců. V PVP vypadli ve čtvrtfinále s Legií Varšava po vyřazení Kaiserslauternu a Olympiakosu. Mezi největší opory vítězného týmu patřili Gianluca Pagliuca, Gianluca Vialli, Roberto Mancini, Toninho Cerezo, Pietro Vierchowod nebo Attilio Lombardo.
Následnou fantastickou jízdu Pohárem mistrů evropských zemí zastavila až ve finálovém zápase ve Wembley FC Barcelona, který rozhodl Ronald Koeman. V prvním kole zesměšnila Rosenborg a vyřadila ho s celkovým skóre 7:1. V druhém kole vyřadili Honvéd Budapešť a dostali se tak do skupiny s Rudou Hvězdou Bělehrad, Anderlechtem a Panathinaikosem. Zde s 8 body na kontě uhájili první příčku. V lize skončila Sampdoria na solidním šestém místě, rok poté na sedmém.

### Pád do druhé ligy
V roce 1994 slavila Sampdoria 3. místo v lize a po vítězství 6:1 v odvetě nad Anconou i zisk trofeje pro vítěze Coppy Italia. V PVP postupně vyřadili Grasshopper a Porto, až narazili na Arsenal, se kterým po penaltách vypadli. Klub nespasily ani 2 branky Vladimira Jugoviće a Claudia Bellucciho. Po dvou osmých místech klub skončil šestý. V Poháru UEFA ale vypadl v prvním kole s Athleticem Bilbao. Následně 9. místo a Pohár Intertoto, zde ale Sampdoria cestu do Poháru UEFA nenašla a vypadla ve čtvrtfinále s Boloňou. Ale následné 16. místo a sestup na několik let odstranily Sampdorii z evropského výsluní.

### Ucházející návrat

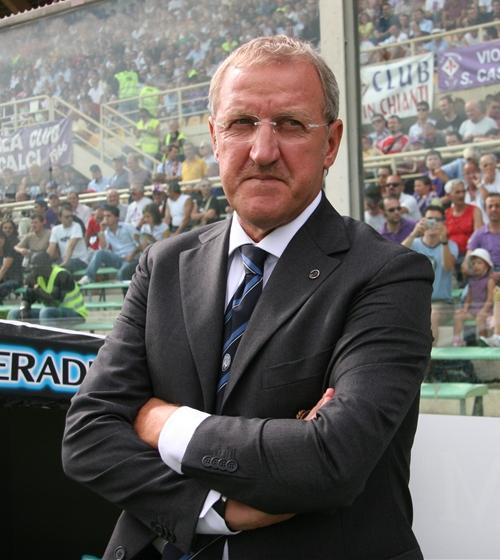
Luigi Del Neri

Vrátila se v roce 2003 a po osmém místě si pátým místem vynesla kvalifikaci do Poháru UEFA. Vyřadila Vitórii Setúbal a postoupila do skupinové fáze, jenže zde vstřelila pouhé 4 góly ve 4 zápasech a skončila 4. nepostupovém místě ve zdánlivě lehké skupině. Po korupční aféře se Sampdoria posunula z původního 14. místa na 12. místo. Po následujícím devátém místě a účasti v Poháru Intertoto se probojoval tým do Poháru UEFA. Zde skončil těsně před skupinovou fází na Aalborgu. V Serii A jim ale 6. místo vyneslo přímou kvalifikaci do Poháru UEFA pro následující sezónu. A poté, co si poradili snadno s litevským Kaunasem se probojovali do základní skupiny, kde skončili na postupové 3. příčce. V šestnáctifinále tak změřili síly s Metalistem Charkov, kterému podlehli v obou zápasech a vypadli. V ligové tabulce museli snést až 13. pozici.
Po sezóně se tak protočilo spousta hráčů, ale neslo to své ovoce. Celek ztratil na první Mourinhův Inter sice 15 bodů, ale skončil na vynikajícím 4. místě. Získal tak možnost kvalifikovat se do Ligy mistrů. Nejlepší kanonýr klubu Giampaolo Pazzini vstřelil 19 branek. Po sezóně Sampdorii ale opustil tolik opěvovaný trenér Luigi Del Neri, aby podepsal smlouvu s turínskou Starou dámou. Novým trenérem byl jmenován Domenico Di Carlo. Aby se klub dostal do milionářské soutěže potřeboval si poradit ve 4. předkole s Werderem Brémy. Přes ten však postoupit nedokázal a po výsledcích 3:1 a 1:3 v prodloužení poslal Claudio Pizarro Sampdorii pouze do Evropské ligy.

### Bez útočníků to nepůjde
Liga začala solidně, to Sampdoria za celý podzim prohrála pouze třikrát. Jenže vedení v lednovém přestupovém období prodalo tři ofenzivní hvězdy. Nejprve se pakoval Antonio Cassano do AC Milán, po něm odešel Guido Marilungo za 5 miliónů eur do druholigové Atalanty a nakonec opustil Janov i Giampaolo Pazzini, který podepsal smlouvu s Interem. Pro Sampdorii tak začala období strastí. Nejdříve klub měsíc nevyhrál, poté už to byly 3 měsíce. Od 9. ledna vyhrála Sampdoria 2 utkání. Zmar fanoušků vyvrcholil napadením vlastních hráčů. Proto skončila s pětibodovým odstupem a druhým nejhorším útokem na 18. místě. V současnosti se tak připravuje na novou sezónu v Serii B. Dosud opustilo Sampdorii na hostování či na přestup 19 hráčů.
Následující sezóna Serie B nebyla ve znamení žádné dominance, Sampdoria se stala remízovým králem celé soutěže, ale klubu to stačilo na 6. místo. Více prostoru evidentně svědčilo Nicolovi Pozzimu, ten vsítil 20 branek, což bylo nejvíce, co se mu kdy povedlo. Umístění zajišťovalo Sampě místenku v play off o postup, z šestého místa měla nastoupit proti třetímu Sassuolu s třináctibodovým náskokem. V první zápase byl nejvíce vidět opět Nicola Pozzi, dal dva góly. Jeden však do vlastní sítě. Přesto Sampdoria vyhrála 2:1. V odvetě díky penaltě již deváté minutě to vypadlo, že má Sampa vše pod kontrolou. Avšak po vyrovnání 63. minutě se schylovalo k napínavému závěru. Sampa nakonec remízu udržela a postoupila do finále.
Zde se setkala s Varese, které si podobně jako Sampa poradilo s výše postaveným Hellasem Verona. Sampdoria hrála opět první zápas doma a i v něm znovu zvítězila. Varese sice dvakrát dorovnávalo, janovský klub ale i díky dvěma gólům Danieleho Gastaldella ho porazil 3:2. V napínavé odvetě hrála Sampdoria vzhledem k předchozímu výsledku na nulu vzadu. Ta byla uhájena a v 90. minutě rozhodl o postupu Nicola Pozzi. Ten dal gól ve všech čtyřech zápasech a podepsal se tak vrchovatou měrou pod postup. U kormidla Sampdorie byl v té době Giuseppe Iachini, který nahradil po neuspokojivých výsledcích v průběhu února Gianlucu Atzoriho.

### Blížení se k výšinám
Po postupu s prací Iachiniho nepanovala taková spokojenost, jaká by ho udržela na trenérském postu i pro Serii A. Vedení klubu tak vedlo jednání třeba s Rafaelem Benítezem, který nakonec dal přednost Neapoli. Jen pár dní poté však oznámilo dohodu s bývalým trenérem Juventusu či italské jedenadvacítky Cirem Ferrarou. Do klubu přišla kromě Ferrary i řada posil do pole, mezi nimi například Maxi López, Éder, Maresca. Snad kromě Édera se ale nikomu nepodařilo naplnit očekávání. To se nedařilo ani Ferrarovi u kormidla. Po úvodním skalpu AC Milán a průměrném začátku přišla série porážek a mezi nimi i klíčové ztráty bodu s konkurenty v boji o záchranu. Překvapivě trenér vydržel až do listopadu, kdy už to vypadalo, že se tým po skalpu městského rivala a Boloni znovu nastartoval. Po následujících dvou porážkách byl Ferrara odvolán.
Postu se ujal Delio Rossi. Sezóna nakonec nedopadla špatně, 14. místo pro nováčka obzvlášť po tak mizerném začátku nemohlo být zklamáním. Po sezóně odešli brankář Romero a nadějní útočníci Mauro Icardi, který vsítil 10 branek, a Simone Zaza, na jejich místo přišel Manolo Gabbiadini. V sezóně 2013/14 si Sampa opět vedla obdobně jako v té předcházející a Rossi byl v listopadu odvolán. Nahradil ho bývalý elitní obránce Siniša Mihajlović. Sampdoria šla nahoru, sezónu finišovala na 12. místě. Tým opět prošel pro Sampdorii typickým posezónním zemětřesením. Z klubu třeba odcházel do Valencie Shkodran Mustafi, který se tak předvedl na Mistrovství světa v dresu Německa na postu, na kterém měli velkou slabinu. V zimě opouštěl Stadio Luigi Ferraris Gabbiadini za 13 miliónů eur a po vydařené sezóně v podobě sedmého místa i Siniša Mihajlović. Ten neodolal vábení renomovanějších klubů a odešel do paradoxně v tabulce o tři pozice hůře postaveného AC Milán. Na post trenéra byla následně dosazena ikona Interu Milán Walter Zenga, který si vyzkoušel i jaké je to hrát na Luigi Ferraris během zdejšího dvouletého angažmá v devatesátých letech.

## Účast v ligách
| Úroveň soutěže | Název soutěže (nynější název) | První hraná sezona | Poslední hraná sezona | celkem odehraných sezon |
| -------------- | ----------------------------- | ------------------ | --------------------- | ----------------------- |
| 1              | Serie A                       | 1946/47            | 2022/23               | 66                      |
| 2              | Serie B                       | 1966/67            | 2024/25               | 13                      |

Historická tabulka Serie A od sezony 1929/30 do 2023/24.
| Celkové místo | Odehraných sezon | Celkem bodů | Celkem zápasů | Celkem výher | Celkem remíz | Celkem proher | Celkové skore |
| ------------- | ---------------- | ----------- | ------------- | ------------ | ------------ | ------------- | ------------- |
| 10            | 66               | 2502        | 2278          | 753          | 702          | 823           | 2838:2932     |

## Fotbalisté

### Historické statistiky
| Počet utkání | Počet utkání      | Počet utkání |  | Počet branek | Počet branek       | Počet branek |
| Pořadí       | Jméno             | Počet        |  | Pořadí       | Jméno              | Počet        |
| 1.           | Roberto Mancini   | 567          |  | 1.           | Roberto Mancini    | 171          |
| 2.           | Moreno Mannini    | 501          |  | 2.           | Gianluca Vialli    | 141          |
| 3.           | Pietro Vierchowod | 483          |  | 3.           | Francesco Flachi   | 110          |
| 4.           | Angelo Palombo    | 459          |  | 4.           | Fabio Quagliarella | 106          |
| 5.           | Fausto Pari       | 401          |  | 5.           | Adriano Bassetto   | 92           |

### Rekordní přestupy
| Nákup  | Nákup             | Nákup     | Nákup       | Nákup          |  | Prodej | Prodej               | Prodej    | Prodej    | Prodej          |
| Pořadí | Jméno             | sezona    | klub        | částka         |  | Pořadí | Jméno                | sezona    | klub      | částka          |
| 1.     | Emil Audero       | 2019/2020 | Juventus    | 20 mil. Euro   |  | 1.     | Patrik Schick        | 2018/2019 | Řím       | 42 mil. Euro    |
| 2.     | Duván Zapata      | 2018/2019 | Neapol      | 18,5 mil. Euro |  | 2.     | Milan Škriniar       | 2017/2018 | Inter     | 34 mil. Euro    |
| 3.     | Gianluca Caprari  | 2017/2018 | Inter       | 15 mil. Euro   |  | 3.     | Lucas Torreira       | 2018/2019 | Arsenal   | 28,65 mil. Euro |
| 4.     | Jakub Jankto      | 2019/2020 | Udinese     | 14,5 mil. Euro |  | 4.     | Vincenzo Montella    | 1999/2000 | Řím       | 25,82 mil. Euro |
| 5.     | Jeison Murillo    | 2019/2020 | Valencie    | 13,3 mil. Euro |  | 5.     | Luis Muriel          | 2017/2018 | Sevilla   | 24,5 mil. Euro  |
| 6.     | Luis Muriel       | 2015/2016 | Udinese     | 12 mil. Euro   |  | 6.     | Joachim Andersen     | 2019/2020 | Lyon      | 24 mil. Euro    |
| 7.     | Manolo Gabbiadini | 2018/2019 | Southampton | 11,9 mil. Euro |  | 7.     | Dennis Praet         | 2019/2020 | Leicester | 19,2 mil. Euro  |
| 8.     | Manolo Gabbiadini | 2013/2014 | Juventus    | 11,5 mil. Euro |  | 8.     | Joaquín Correa       | 2016/2017 | Sevilla   | 18,2 mil. Euro  |
| 9.     | Omar Colley       | 2018/2019 | Genk        | 9,25 mil. Euro |  | 9.     | Giampaolo Pazzini    | 2010/2011 | Inter     | 18 mil. Euro    |
| 10.    | Giampaolo Pazzini | 2008/2009 | Fiorentina  | 9 mil. Euro    |  | 10.    | Juan Sebastián Verón | 2003/2004 | Parma     | 17,5 mil. Euro  |

## Nejlepší střelci v soutěžích
| Nejlepší střelci v lize (3 prvenství)  | Nejlepší střelci v pohárech (7)                          | Nejlepší střelci v evropských pohárech (1) |
| -------------------------------------- | -------------------------------------------------------- | ------------------------------------------ |
| Sergio Brighenti (1960/61) 27 branek   | Sergio Magistrelli (1975/76) 7 branek                    | Gianluca Vialli (PVP 1989/90) 7 branek     |
| Gianluca Vialli (1990/91) 19 branek    | Trevor Francis (1984/85) 9 branek                        |                                            |
| Fabio Quagliarella (2018/19) 26 branek | Gianluca Vialli (1988/89) 13 branky                      |                                            |
|                                        | Attilio Lombardo (1993/94) 5 branek                      |                                            |
|                                        | Francesco Flachi (1999/00) 6 branek                      |                                            |
|                                        | Emiliano Bonazzoli + Francesco Flachi (2006/07) 4 branky |                                            |

## Na velkých turnajích

### Vítězové Mistrovství světa
- Alain Boghossian (MS 1998)
- Shkodran Mustafi (MS 2014)

### Účastníci Mistrovství světa
- Pietro Vierchowod (MS 1986)
- Gianluca Vialli (MS 1986)
- Pietro Vierchowod (MS 1990)
- Gianluca Vialli (MS 1990)
- Roberto Mancini (MS 1990)
- Gianluca Pagliuca (MS 1990)
- Srečko Katanec (MS 1990)
- Gianluca Pagliuca (MS 1994)
- Alberico Evani (MS 1994)
- François Omam-Biyik (MS 1998)
- Siniša Mihajlović (MS 1998)
- Juan Sebastián Verón (MS 1998)
- Angelo Palombo (MS 2010)
- Giampaolo Pazzini (MS 2010)
- Marco Padalino (MS 2010)
- Reto Ziegler (MS 2010)
- Lucas Torreira (MS 2018)
- Ivan Strinić (MS 2018)
- Karol Linetty (MS 2018)
- Dawid Kownacki (MS 2018)
- Bartosz Bereszyński (MS 2018)
- Bartosz Bereszyński (MS 2022)
- Abdelhamid Sabiri (MS 2022)
- Filip Đuričić (MS 2022)

### Účastníci Mistrovství Evropy
- Luca Fusi (ME 1988)
- Gianluca Vialli (ME 1988)
- Roberto Mancini (ME 1988)
- Enrico Chiesa (ME 1996)
- Clarence Seedorf (ME 1996)
- Christian Karembeu (ME 1996)
- Antonio Cassano (ME 2008)
- Milan Škriniar (ME 2016)
- Mikkel Damsgaard (ME 2020)
- Albin Ekdal (ME 2020)
- Jakub Jankto (ME 2020)
- Bartosz Bereszyński (ME 2020)
- Petar Stojanović (ME 2024)

### Účastníci Copa América
- Ariel Ortega (CA 1999)
- Sergio Romero (CA 2011)
- Luis Muriel (CA 2015)
- Sergio Romero (CA 2015)

### Účastníci Afrického poháru národů
- Džamil Misbáh (APN 2015)
- Omar Colley (APN 2021)
- Hugo Buyla (APN 2023)

### Účastníci Olympijských her
- Pietro Vierchowod (OH 1984)
- Alessandro Orlando (OH 1992)
- Renato Buso (OH 1992)
- Alessandro Grandoni (OH 2000)
- Angelo Palombo (OH 2004)
- Maja Jošida (OH 2020)

### Česká stopa
- Jakub Jankto (2018–2021)
- Patrik Schick (2016/17)